# Waipori (rivière)
La rivière Waipori (en anglais : Waipori River ) est un  cours d’eau situé dans la région d’Otago dans l’Île du Sud de la Nouvelle-Zélande.

## Géographie
Elle prend naissance dans la chaîne des Lammerlaw Range et elle s’écoule vers le sud-est sur une longueur de 50 km avant de rejoindre la rivière Tairi près de la ville de Henley, à 30 km au  sud-ouest de  Dunedin, qui est officiellement sa berge la plus au sud.
La partie supérieure du cours de la rivière Waipori coule à travers un pays de collines abruptes dont la plus grande partie est couverte par la  forêt de Berwick. Un lac artificiel, le Mahinerangi est formé dans le lit de la rivière en amont de la centrale hydroélectrique de Waipori Falls, qui fut construite en 1880 pour fournir du courant électrique à la ville de Dunedin. La plus grande partie de sa surface est située dans la réserve touristique des chutes du Waipori (Waipori Falls) .
La partie inférieure de la rivière passe à travers une zone de marais située autour des lacs de    Waihola et Waipori, qui tous deux se drainent dans la rivière Waipouri. Cette zone est l’habitat pour de nombreuses espèces d’ échassiers .
La réserve de Sinclair Wetlands est aussi située dans cette zone.

## Étymologie
Le nom de  Waipori vient du langage Maori signifiant : les eaux noires ( "dark water").